# 多奈单抗
多奈单抗（英語：Donanemab，商品名为Kisunla）是美國製藥公司礼来研发的用于治疗阿爾茨海默病的药物，该药物可輕微減緩阿茲海默症的發展，但無法逆轉症狀。

## 歷史
2023年7月17日，礼来公布该药物的完整3期临床试验结果。结果显示，对淀粉样蛋白阳性、有症状的早期阿尔茨海默病患者而言，多奈单抗显著降低認知功能下降，降低了疾病进展的风险。亚组分析结果表明，处于疾病早期的患者获益更多，与安慰劑组相比，减缓了60%的认知功能下降。
礼来公司表示，已于2023年第二季度向美国食品药品监督管理局完成上市申请提交。2024年6月10日，獲得FDA顧問一致支持，后于同年7月获批。
2024年12月17日，中国国家药品监督管理局批准多奈单抗注射液在中国上市，该药物需每四周一次静脉输注，用于治疗由阿尔茨海默病引起的轻度认知障碍和阿尔茨海默病轻度痴呆。此前，日本、英国也已相继批准该药物的上市。

## 作用機制
近年來透過顯微影像技術，認為細胞外過量的β澱粉樣蛋白與阿茲海默症的發展有關。過多的β澱粉樣蛋白會在大腦的某些部分形成斑塊，進而干擾神經傳導。多奈單抗藉攻擊可溶性和不溶性的斑塊積聚，以減緩阿茲海默症的發展。